# Джейранбатан
Джейра́нбата́н (азерб. Ceyranbatan) — селище на сході Азербайджану, є південною околицею міста Сумгаїт, підпорядковане Абшеронському району.

## Географія
Селище розташоване в основі Апшеронського півострова, на півночі Джейранбатанського водосховища та озера Кум'ямаг, у кінці Самур-Апшеронського каналу.

## Історія
Статус селища міського типу Джейранбатан отримав в 1959 році.

## Населення
Згідно з даними перепису 1989 року в селищі Джейранбатан проживало 3933 особи. На 2011 рік населення збільшилось до 7,6 тисяч осіб.

## Господарство
В селищі розташовані заводи деревообробний та залізобетонних виробів. Через селище проходить магістраль М-29 на Сумгаїт, до Джейранбатана підведена залізниця, яка використовується для вантажоперевезень.